# 広瀬敏男 (実業家)
広瀬 敏男（ひろせ としお、1961年3月18日 - ）は、茨城県出身の日本の実業家。武蔵大学経済学部卒。富士通Japan株式会社代表取締役社長。

## 経歴
- 1961年（昭和36年）3月18日生
- 1983年（昭和58年）富士通株式会社　入社
- 2014年（平成26年）同社　執行役員
- 2018年（平成30年）同社　執行役員常務
- 2019年（令和元年）株式会社富士通マーケティング　代表取締役社長
- 2020年（令和2年）富士通Japan株式会社　代表取締役社長